# Висинска болест
Висинска болест, болест висина, је скуп знакова и симптома који заједно описују разне поремећаје и њихове компликације које настају у организму у току боравка на великим висинама (најчешће изнад 2.400-2.500 метара изнад мора). Болест настаје чешће при брзом успону који не дозвољава телу да се прилагоди условима који владају на висини. У већини случајева ради се о благом поремећају, који се манифестује; главобољом, губитком апетита мучнином, отежаним дисањем, брзим замарањем и у већини случајева не захтева интервенцију лекара. Ретко напредује у акутни висински едем мозга и акутни висински едем плућа, који могу изазвати тешке функционалне последице у организму, појаву коме и смртног исхода (уколико се симптоми болести правовремено не препознају).
Најбољи начин спречавања појаве висинске болести је правилан (постепен) успон при чему се оставља довољно времена организму за аклиматизацију. Лечење висинске болести подразумева престанак даљег успона, брзи силазак на што нижу надморску висину, нарочито ако знаци болести и симптоми не пролазе или се погоршавају. Кисеоник и антиедематозни лекови примењују са као прва помоћ током силаска са висине.

## Епидемиологија
Не постоје поуздани подаци о томе колико особа оболева од висинске болести, зато што велики број људи који борави на екстремним висинама потиче из земаља у којима не постоји развијена медицинска служба, па се углавном у бројним студијама користе само подаци из високо развијених земаља на западу. Симптоми акутне висинске болести су често заједнички са симптомима других поремећаја изазваних висином, што може отежати диференцијалну дијагнозу и епидемиолошко праћење ове болести. У Хималајима често борави велика група ходочасника из сиромашнијих делова Непала и Индије који су због недовољне здравствене просвећености, често жртве акутне висинске болести и њених компликација (едема мозга и плућа), чији број није познат.
Студије о висинској болести показују да је њена појава знатно чешћа на великим висинама (изнад 3.500 метара), мада постоје документовани случајеви акутног висинског едема мозга и на висинама до 2.100 метара Преваленца акутне висинске болести процењује се између 43% и 63% у Хималајима, између 9% и 69% у Алпима. Године 1993. Хонигман (енгл. Honigman) објављује податке о учесталости велике висине у Колораду код становништва и туриста. Инциденца у његовим истраживањима је од 22% између 1.850 и 2.750 метара и 42% изнад 3.000 метара.
Висинска болест се најчешће јавља код особа које нису имале довољно времена да се прилагоде новој висини или је успон обављен током релативно кратког времена. Путници који лете на дестинацијама које су на великој надморској висини, као што су Ласа, Тибет (3.810 метара) или Ла Паза, Боливији (4.000 метара, 25-35% случајева испољава симптоме висинске болести. Код оних који слећу на висину изнад 4.000 метара, 25-50% случајева испољава симптоме висинске болести. Процењује се да је код особа које слећу ваздухопловом изнад 4.000 метара инциденца акутног висинског едема мозга је око 1%, а код особа са симптомима висинске болести 1-3%.
Људи који дуготрајно или стално живе на великим надморским висинама ретко обољевају од акутне висинске болести. Постоје и нека истраживања која појаву акутне висинске болести (и њених компликација) објашњавају генетичким промена које се могу видети код становника који живе на великим висинама, међу којима има појединаца који не поседују отпорност на акутни висински едем мозга, и у складу са природном селекцијом, често завршавају свој живот, смртним исходом.
Постоје и студије које тврде да жене чешће пате од акутног висинског едема мозга од мушкараца, али и нешто мањи број студија које тврде другачије. Зашто су жене у већем ризику од мушкараца није јасно, и вероватно је условљен хормоналним разликама, али и трудноћом па се трудницама до порођаја не препоручује да бораве на већим висинама од 2.500 метара.
Када су у питању деца такође недостају квалитетне студије, јер су деца врло ретко присутна на овим великим висинама. Обично је боравак деце на висини безбедан, али се и њихова тела тешко прилагођавају на низак ниво кисеоника па чешће обољевају од висинске болести. Велика опасност код деце постоји због њихове немогућности да препознају симптоме висинском болести, тако да родитељи морају пажљиво пратити евентуалну појаву симптома висинске болести код деце.
Не постоји ни довољан број студија које могу поуздано навести податке о утицају хроничних болести,(високог крвног притиска, срчаних и плућних болести, гојазности, итд), за које се верује да изазивају повећани ризик од развоја висинске болести.
Многа истраживања доказују да је акутни висински едем мозга у непосредној вези са висинском болешћу и сматра да је најекстремнија компликација висинске болести.
Акутни висински едем мозга се понекад јавља заједно са акутним висинским едемом плућа. Око 10-15% оних са акутним висинским едемом плућа, имају акутни висински едем мозга. Код неколико случајева оболелих од акутног висинског едема плућа обдукција је показала да, је акутни висински едем мозга узрок смрти, а не акутни висински едем плућа.

#### Смртност
Смртност као најтежа последица висинске болести је ниска. На основу података прикупљених у Непалу, смрт као последица боравка на висински јавља се у 0.014% случајева, а од тога само 0.0036% узроковано је висинском болешћу. Према подацима из Велике Британије смртност код њихових алпиниста који су се покушали попети изнад 7.000 метара, висинска болест је узроковала смрт у 17% случајева.

## Етиологија
Висинска болест се обично јавља на висинама изнад 2500 метара, најчешће након брзог успона или директног доласка на велику висину (авионом, хеликоптером, падобраном), који не дозвољава телу да се прилагоди недостатку кисеоника у атмосферском ваздуху, али и бројним другим по организам стресогеним факторима (хладноћа, ветар, атмосферске падавине УВ зрачење летењем у ваздухоплову без херметизоване кабине, итд). Непосредни узрок висинске болести, али и већине других поремећаја изазваних висином, је комбинација;
- хипоксијом индуковане плућне хипертензије - која се одликује повишеним притиском у плућној артерији, нормалним притиском пуњења леве преткоморе и нормалном функцијом комора срца,
- повећаном пропустљивошћу ендотела плућних капилара - која за последицу има излив течности у алвеоле и значајну редукцију дисајног волумена плућа,
- повећањем пропустљивости ћелијске мембране – као последица хипоксије која има селективно дејство на ћелијске мембране, и успостављање равнотеже у концентрација јона унутар и изван ћелије. Из ћелија излаз јони К +2 а улазе јони Na+2, Ca+2,
- снижењем онкотски притисак плазме - због ексудације течности у међућелијске просторе као последица хипоксијом индуковане промене концентрације натријума у телу.

## Патофизиологија
Промена висине има јак утицај на људски организам. На висини (у новом окружењу) тело покушава да одржи стање хомеостазе, (повратак организма у стање пре него што је дошло до неких промена у њему), како би се у њему обезбедила, оптимална активност сложених хемијских система. Свака промена ове хомеостаза (изван оптималног животног окружења), приморава тело, да покуша да исправи тај дисбаланс. Такав један дисбаланс настаје са повећањем висине и утиче на способност тела да обезбеди адекватну количину кисеоника потребну за функцију дисања у ћелијама и ткивима. Ако адаптивни одговори на овај стрес нису адекватни, функционалне способности система у телу, могу драматично опасти, а ако стрес делују и продужено (хронично) резултати могу бити озбиљни, па чак и фатални.Види Физиологија човека
Пре него схватимо утицај висине на функције организма, морамо разумети шта се дешава у окружењу на висини, а затим кроз те утицаје посматрати најважније промене које се јављају у унутрашњости тела као одговор на утицаје висине.
Сваки појединачни гас у Земљиној атмосфери има свој притисак, који у гасној смеши, делују независно један од другог (отуда потиче и израз парцијалних притисак). Сваки појединачни гас својим парцијалним притиском доприноси укупном атмосферском притиску;
- Просечна притисак атмосфере на нивоу мора је око 760
- Кисеоник који је присутан у количини од око 20% у атмосферском ваздуху има парцијални притисак у том истом ваздуху на нивоу мора 152 mmHg.
- Концентрација угљен-диоксида у атмосферском ваздуху је око 4%, a његов парцијални притисак је 0,304 mmHg на нивоу мора.

Заједничка карактеристика промена спољне средине са повећањем надморске висином је смањена концентрација кисеоник у ваздуху, уз релативно константну вредност угљен-диоксида у атмосферском ваздуху. Са порастом висине снижава се и атмосферски притисак, и самим тим разређује (смањује) расположива количина кисеоника у ваздуху потребна за нормално дисање.
Размена кисеоника и угљен-диоксида између крви и алвеоларног ваздуха у плућима, зависи од три основна фактора;
Укупне површине алвеоларне мембране плућа
Плућна алвеоларна мембрана има велику површину (90–100 m²), која омогућава слободну размену гасова у плућима.
Дебљине алвеоларне мембране
Нормална дебљина алвеоларне мембране плућа је мања од дебљине црвених крвних ћелија (еритроцита). Током дужег боравка на висини она задебљава.
Парцијалног притиска кисеоника
Парцијалног притиска кисеоника се мења; смањује са порастом висине и расте након силаска са висине.
Плућна површина и дебљина алвеоларне мембране нису директно погођене променом висини, али је зато парцијалан притисак кисеоника, у директној вези са висином и значајно утиче на размену гасова у алвеолама плућа.

### Патофизиологија едема

#### Основни механизми
Са порастом хипоксије расту компензационе функција организма које на одређеном нивоу хипоксије, више не пружају организму довољну компензацију. Све већи недостатак кисеоника у атмосферском ваздуху доводи до пада парцијалног притисак кисеоника у плућима што има за последицу смањену засићеност артеријске крви кисеоником, и појаву едема у ткивима плућима и мозгу.
Главни узроци појаве едем, изазваног хипоксијом су;
- Повећан притисак у крвним судовима и капиларима, који настаје због спазма, задржавање воде и застој крви у венском систему;
- Повећане пропустљивости капиларне зидове, што доводи до излаза течних компонената плазме у међућелијски простор;
- Повећање пропустљивости ћелијске мембране – као последица хипоксије која има селективно дејство на ћелијске мембране, и успостављање равнотеже у концентрација јона унутар и изван ћелије. Из ћелија излаз јони К+2 а улазе јони Na+2 и Ca+2
- Онкотски притисак плазме се смањује - због изласка течности у међућелијске просторе као последица промене концентрације натријума у телу.

#### Остали механизми
Хипоксичном механизму придружују се и други механизми:
- Недостатак калијума у миокарду - доводи до аритмија, смањује способност срчане пумпе и доводи до стагнације венске крви у малом (плућном ) крвотоку (што је узрок акутног висинског едема плућа), а нешто касније и у великом крвотоку (што узрокуј акутни висински едем мозга).
- Пораст телесне температуре (и појава грознице) – је одговор на хипотермију, едем, погоршање хроничних запаљењских процеса и других фактора који подижу телесну температуру. Овај имуни одговор је „користан“ у нормалним условима, али у условима недостатка кисеоника још више погоршава хипоксију, због веће потребе организма за кисеоником. Истраживања су показала да је на 38 °C потрошња кисеоника удвостручен, а на 39,5 °C – учетворостручена.
- Као последица пропустљивост зидова и плућних капилара - у алвеоле плућа улазе материје које су високомолекуларни протеини, крвни елементи и микроорганизми.
- Хипотермија тела изазвана хладноћом - на висини, има додатни утицај на погоршање стања у организму на висини јер се симптоми висинске болести развијају након 8-12 часова уместо након уобичајених 24 часа.

## Клиничка слика
Типични симптоми који доминирају клиничком сликом висинске болести су;
- Блага главобоља у 70% случајева,
- Тешка главобоља која не реагује на било који најчешће примењиван облик лечења у (7%) случајева,
- Поремећај спавања, несаница у 30% случајева,
- Општа слабост, умор у 30% случајева,
- Повећана жеђ,
- Мучнина у 5% случајева,
- Губитак апетита, анорексија у 5% случајева
- Вртоглавица у 20% случајева,
- Апатија,
- Симптоми грипа без знакова грознице или са слабо израженом грозницом,
- Приметна појава симптома неразговетаног говора,
- Губитак способности доношења одлука,
- Губитак координације и поремећај вида.

## Дијагноза и диференцијална дијагноза
Испорука кисеоника, ткивима и ћелијама зависи пре свега од функције срца, органа за дисање, и очуваности интегритета и функције васкуларног система, (укључујући и стање најзначајније ткивне течности крви).
| „ | Замислимо циркулацију као локомотиву која покреће воз хемоглобина који се креће по шинама које формирају крвни судови, а ткива и органе као главне а ћелије као крајње станице до којих овај воз допрема кисеоник, онда сликовито можемо дочарати функцију срца и васкуларног система.аутор текста | ” |

Било који застој у овом наизглед простом физиолошком систему који је у суштина јако сложени „железнички систем“ захтева код утврђивања врсте и тежине поремећаја примену квалитетног хемодинамског, понекад и инвазивног мониторинга за адекватно (свеобухватно) утврђивање концентрације кисеоника у крви (лабораторијске анализе), процену његове испоруке од стране срца, стање крвног притиска, и процену других физичких параметара у организму.
Објективни знаци висинске болести
Због бројних ограничења у планинским условима (на висини) није могуће испоштовати све наведене процедуре за утврђивање болести-поремећаја, па се знаци неадекватне испоруке кисеоника и ткивне оксигенације (као најзначајнијег патофизиолошког механизма у развоју висинске болести) процењује на основу ових објективних и субјективних знакова и симптома висинске болести:
- промена психичког стања, узнемиреност, конфузија, поспаност, халуцинације
- промене функција циркулаторног система; тахикардија и друге аритмије срца, промена пулса, хипотензија (касни знак)
- промене на кожи; хладна, влажна лепљива кожа, успорено пуњење капилара које прати бледило или плаветнило (цијаноза), пораст телесне температуре итд.
- периферног едем (отока руку, стопала и лица)

##### Остале процедуре у дијагностици
Ако за то постоје могућности раде се и остале дијагностичке процедуре;
- пулс оксиметрија
- одређивање лактата или млечне киселине у крви и остале лабораторијска анализе
- радиографија

| Назив  | Диференцијална дијагноза |
| (енгл. | Карактерише се следећим симптомима и знацима; - Симптоми (најмање два); - Диспнеја у мировању. - Кашаљ - Слабост или умањена физичка способност. - Стезање у грудима или загушење - Знаци (најмање два); - Крчање или шиштање у најмање једном плућном крилу - Централна цијаноза - Тахипнеја - Тахикардија |
| (енгл. | Може се сматрати као „крајња фаза“ у развоју висинске болести са следећим карактеристикама; - Промене у менталном статусу и/или атаксија код оболелих са () или, - Промене у менталном статусу и/или атаксија код лица без знакова ()                                                                       |

Поред тога ови сложени поремећаји, оксигенације, који настају у току висинске болести захтевају континуирано праћење свих параметара, висинске болести, која се карактерише брзом прогресијом промена и озбиљним поремећајима све до коме и смртног исхода. Зато је правилна и правовремена дијагностика од пресудног значаја за правовремено и квалитетно збрињавање и лечење висинске болести.
- Најчешће компликације висинске болести
- Акутни висински едем плућа
- Узорак дела ткива плућа, у висинској болести на коме се види изливена течност у алвеолама (розе обојен садржај алвеоле).
- Акутни висински едем мозга

## Терапија
Терапија акутног висинске болести заснива се на следећим принципима;

#### Спуштање на нижу надморску висину
Основа лечења висинске болести треба бити спуштање болесника на нижу висину испод нивоа на коме су симптоми почели, али то не може увек бити практично спроведено, због конфигурације терена на планини, неповољних метеоролошких услова, краткоће времена за спуштање (због пешачења) итд. Зато је спуштање за 500-1000 метара обично довољно. Лакши случајеви могу се излечити на нижим висинама, а тежи, или случајеви код којих и поред примењене терапије долази до погоршања симптома треба трајно спустити на почетну надморску висину.

#### Повећање концентрације кисеоника у удахнутом ваздуху и артеријама
Са терапијом кисеоником, се започиње, увек када је то могуће у што краћем времену од почетка симптома, поремећаја. Кисеоник се примењује преко кисеоничке маске или носне каниле, са протоком од 2 до 4 л/мин., (код лакших случајева) и 4 до 6 по л/мин. (код средње тешких и тешких облика).
У одсуству кисеоника, може се применити преносна, платнена, хипербарична врећа (која се у задње време све више употребљава у бројним експедицијама на Хималајима). У комори димензија (2,13 метара у дужину и 0,54 метара у ширину) стварају се услови барометарског притиска који су еквивалентни барометарском притиску на висини која је за око 2.000 метара нижа од достигнуте.
Комора се надувава атмосферским ваздухом, специјалном пумпом до притиска који је већи од амбијенталног за 105-220 . Ваздух у хипербаричној врећи се може обогатити додавањем свежег ваздуха, али и кисеоником, а угљен-диоксид уклања апсорбером (сода-лајм или натрон-креч), што додатно повећава учинак терапије.
Коришћењем ниског протока кисеоника у овим врећама штеди се количине драгоцених залиха кисеоника (које су најчешће ограничене транспортом) на планини.
Код тежих облика висинске болести коју прати акутни висински едема плућа, примењује се и асистирано дисање са позитивним притиском, употребом амбу-балона, или у изузетним хитним стањима, и применом методе вештачког дисања уста на уста, што додатно може повећати садржај кисеоника у артеријској крви.
- Део опреме која се користи у терапији кисеоником на висини
- Кисеоничка маска
- Кисеонички комплет који се најчешће користи за лечење висинске болести
- Амбу балон са маском

## Хронична висинска болест
Од стране перуанског научника Карлоса Монхе 1829, први пут је описан хронични облик висинске болести (која се по њему и данас назива „Монхеова болест“. Хронична висинска болест се ретко јавља, углавном код староседелаца који живе на висинама од 3.500-4.000 метара надморске висине.
Овај облик висинске болести карактерише; пад физичких и менталних способности, промене у плућима и промене у централном нервном систему. Због раста хипоксија (и снижене засићености артеријске крви кисеоником) настаје пораст притиска у плућној циркулацији, и појава едема плућа, што изазива оптерећење и увећање величине десне половине срца и јетре.
Грудни кош добија „бачваст“ облик, често праћен и задебљањем прстију са знацима цијанозе. Болесници са хроничном висинском болешћу често се жале на кашаљ, искашљавање крви, диспнеју, бол у десном хипохондријуму, или крварење из органа за варење.
Важан дијагностички знак хроничне висинске болести је готово потпуно нестајање симптома након спуштања на ниску надморску висину. У лечењу изражених манифестација хроничне висинске болести примењују се исте мере лечења и лекови, као и код акутне висинске болести.

## Превенција[27]
Процес правилне превенције висинске болести, на првом месту захтева, примену мера правилне аклиматизације, јер појаве висинске болести, најчешће је последица лоше спроведене аклиматизације, али и индивидуалне неспособности појединих људи за боравак на висини.

#### Правилна аклиматизација
Правилна аклиматизација захтева строго поштовање одређених правила и поступака:
- Треба избегавати летове или вожњу, директно на високе нивое (почетна висина, успона мора бити испод 10.000 ft (3.000 m) одакле се наставља успон ходањем.
- Ако се на високу надморску висину долази директно авионом или аутом први дан треба избегавати телесне напоре и даљи успон.
- Ако је задата висина изнад 10.000 фита или (3.048 метара), повећање висине на би требало да буде веће од 1.000 ft (300 m) дневно, а након сваки 3.000 фита или (915 метара) успона потребан је дан одмора.
- „Пењи се високо, спавај ниско“ је алпинистичка узречица и савет који дефинише да се након успона од 1.000 ft (300 m) у току дана, треба предвече, вратити на спавање на нижим висинама.
- У случају појаве почетних симптома висинске болести, на умереним висина, треба привремено стати са даљим успоном или ако су израженији, одмах започети спуштање на нижу висину.
- Ако се симптоми интензивирају, обуставља се дањи успон и одмах се започиње са спуштањем.
- Треба имати у виду да различити људи имају и различиту способност аклиматизације на различитим висинама. Таквим особама се ограничава даљи успон све до правилно спроведене аклиматизације.
- Употреба течности мора бити редовна и контролисана. Аклиматизација је често праћен губитком течности, тако да постоји могућност појаве симптома дехидратације. Унос течности, за правилну хидратацију мора да буде најмање 3-4 литара дневно, а измокравање урина стално и обилно.
- По доласку на задату висину не треба се превише напрезати. Све активности треба обављати у току дана и избегавати дуга спавања јер се током спавања, погоршавају симптоми висинских поремећаја.
- Употребу дувана, алкохола и дроге, треба искључити.
- Употреба седатива, барбитурата, и других лекова за спавање се не препоручује, јер ови лекови утичу на даље смањење респираторних функција током спавања, што може резултовати погоршањем симптома.
- Исхрана на висини мора бити богата угљеним хидратима (са више од 70% калорија из угљених хидрата).

Ако и поред свих предузетих мера, поједине особа, не испољавају знаке адаптације или правилне аклиматизације на достигнутој висини, већ развијају почетне симптоме висинске болести, таквим особама се забрањује даљи успон. Такву особу у присуству пратиоца такве што пре спустити на почетну висину, на којој није испољавала симптоме поремећаја у организму.